# Irma Hünerfauth

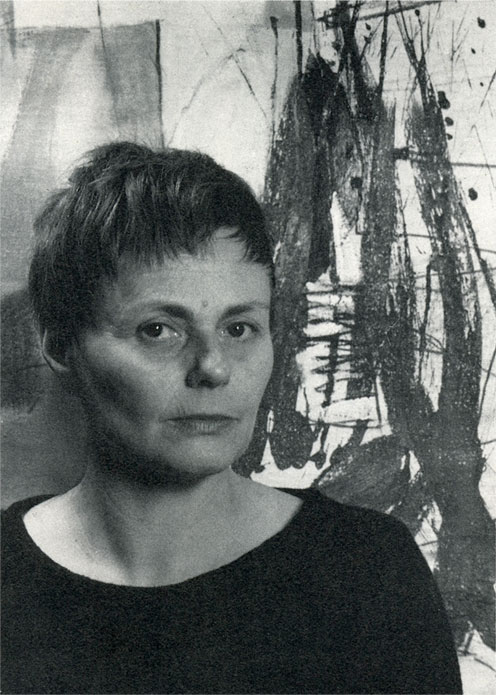
Irma Hünerfauth, 1960

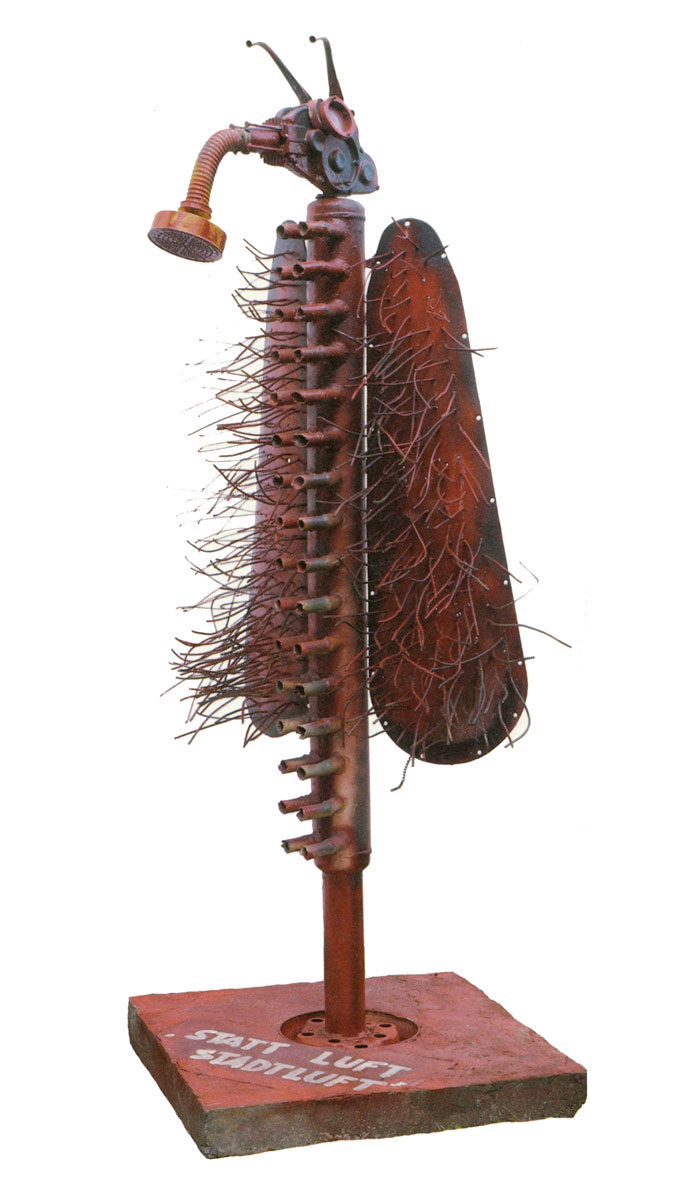
Statt Luft – Stadtluft, 1971. Schrottskulptur „Occam-Mensch“

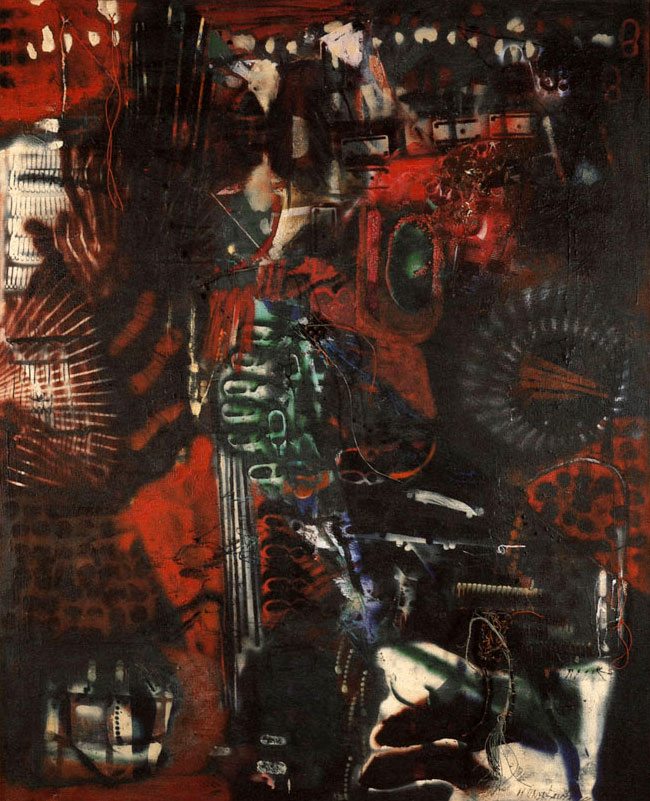
Die rote Schmach, 1966. Combine Painting mit Metall-Collage

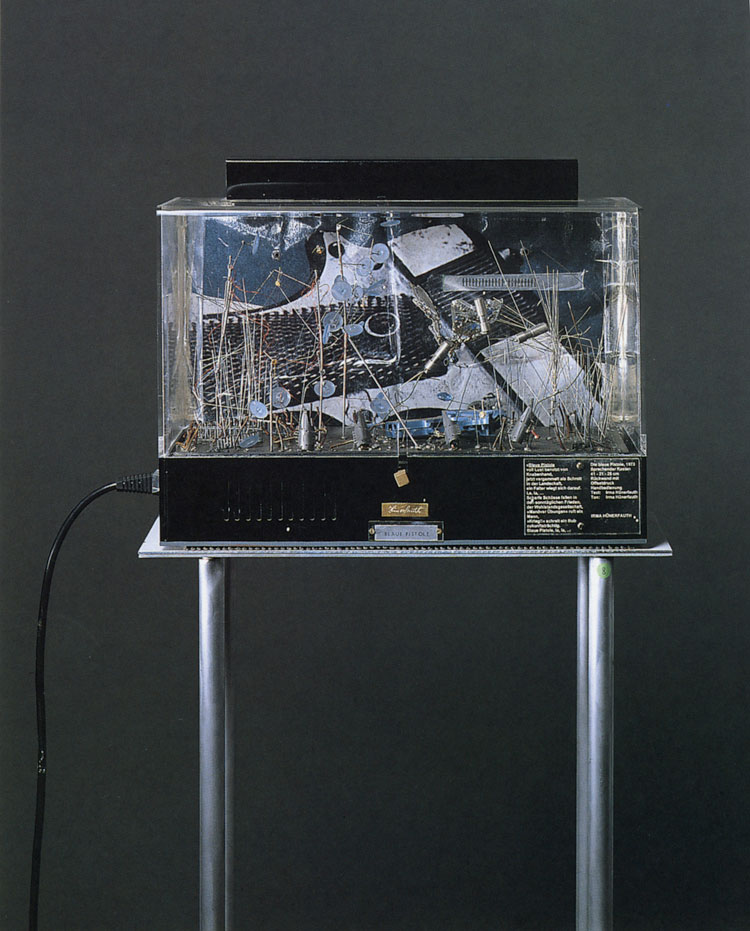
Blaue Pistole, 1973. Sprechender Kasten

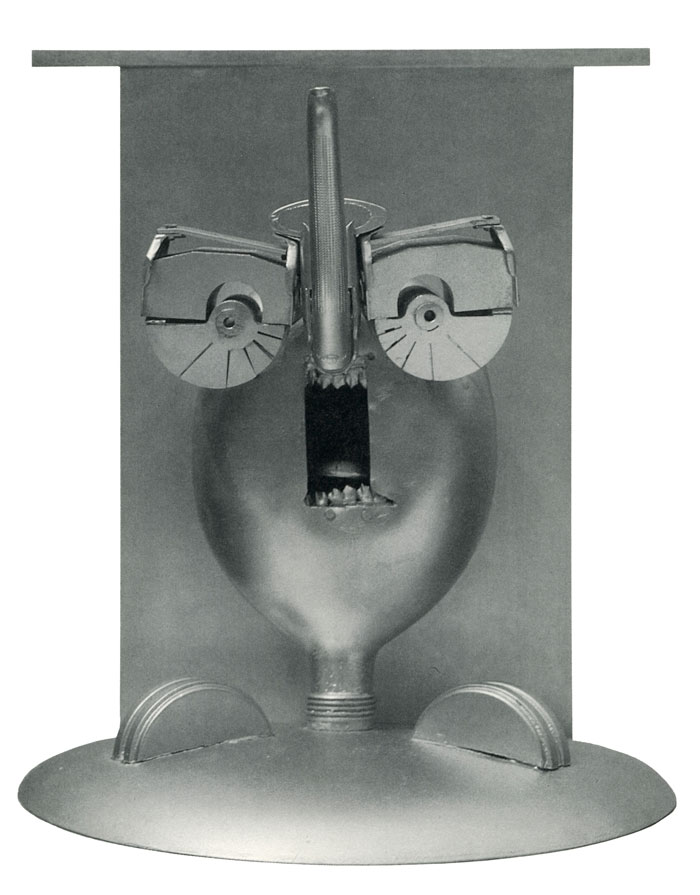
Ma(h)nuel, 1977/1989. Schrottobjekt, verchromt

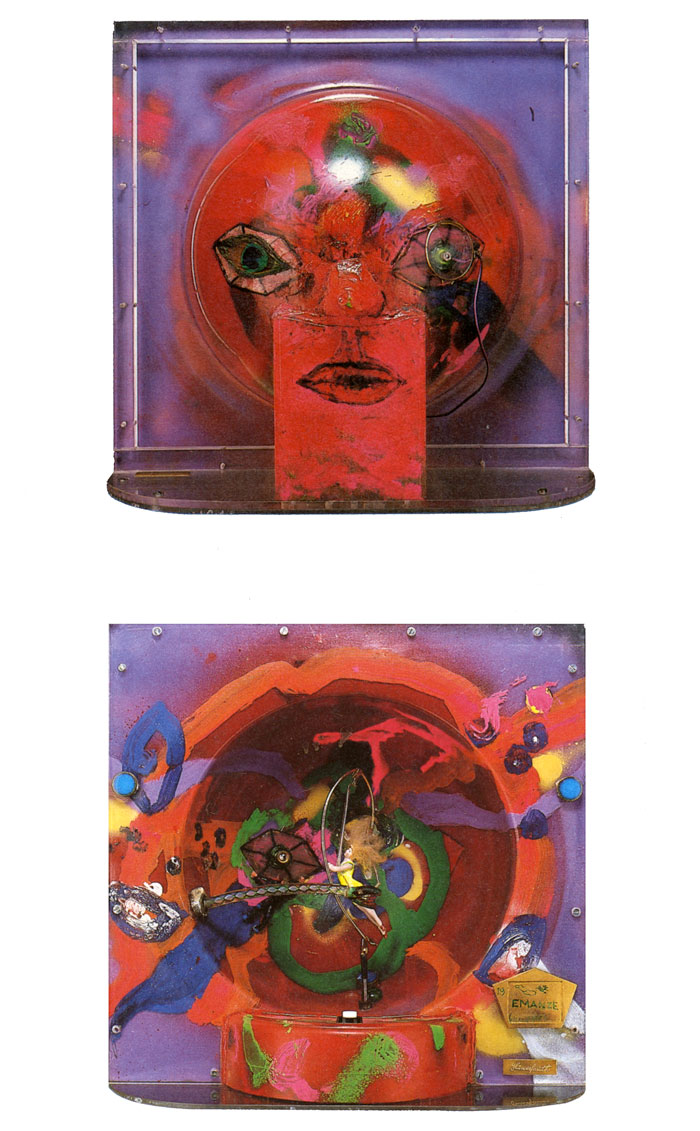
Emanze, 1990. Sprechendes Objekt, bemaltes Plexiglas

Irma Hünerfauth (* 31. Dezember 1907 in Donaueschingen; † 11. Dezember 1998 in Kreuth) war eine deutsche Malerin, Bildhauerin und Objektkünstlerin.

## Leben
Irma Hünerfauth wurde als Tochter des Großbrauereileiters Hünerfauth am 31. Dezember 1907 in Donaueschingen geboren. 1914 zog die Familie nach einem Großbrand nach München. 1917 besuchte Irma Hünerfauth einen Zeichenkurs für Erwachsene. 1923 machte sie während der Schulzeit ein Volontariat für Schaufensterdekoration in einem Modegeschäft. 1925–1928 besuchte sie die Frauenarbeitsschule, von 1929 bis 1931 die Blocherer-Schule für Gestaltung in München und 1931–1932 die Kunstgewerbeschule München als Schülerin bei Helmuth Ehmcke. 1933 heiratete sie den Rechtsanwalt Wilhelm Schäfer, mit dem sie einen Sohn hatte. 1935–1937 studierte sie Malerei bei den Professoren Jank und Hess an der Akademie der Bildenden Künste München. 1938 ließ sie sich von Schäfer scheiden und zog sich ins Dachauer Moos zurück. 1939 heiratete sie ihren zweiten Mann Jost Höpker, „doch da die Ehe ein Irrtum war, reichte ich sehr bald die Scheidung ein“.
1940 kehrte sie zu den Eltern nach Großhesselohe bei München zurück. 1942 wurden sie erst an den Chiemsee, dann in die Nähe von Landshut evakuiert. 1945 kehrten sie nach Großhesselohe zurück. Hünerfauth baute dort ein Atelier. Am 20. November 1948 heiratete sie ihren dritten Mann, Franz Führer (der sich als Künstler „Führer-Wolkenstein“ nannte), und lebte mit ihm 28 Jahre in glücklicher Ehe. Er war Baudirektor an den Münchner Stadtwerken. Führer-Wolkenstein half ihr bei den elektrotechnischen Details ihrer multimedialen Kunstwerke und arbeitete eng mit ihr zusammen. Nach seiner Pensionierung schuf er eigene kinetische Kunstwerke, sogenannte Recycling-Maschinen.
1954 nahm Hünerfauth ein halbes Jahr Unterricht bei dem informellen Maler Conrad Westpfahl (1891–1976), der sie zur Abstrakten Malerei hinführte.
1958 belegte sie Radierungs- und Lithographiekurse. 1959 erhielt sie den Prix d’Unions des Femmes Peintres in Paris für ihr Bild mit dem Titel „Düsternis“. Zwei Künstlerinnen (Lentz und Strauss) zeigten ihr Missfallen und das Bild wurde offenbar von einer dieser Künstlerinnen mit einem großen Messer durchstochen, Hünerfauth ließ es restaurieren. Der Kunstkritiker Franz Roh (1890–1965) und seine Frau Juliane Roh gehörten zu den frühen Förderern und Gönnern von Hünerfauths. Beide äußerten sich in ihren Kunstkritiken positiv zu ihrem Werk. Hünerfauth war vom Tod Rohs sehr betroffen und legte zum Gedenken an ihn eine Roh-Mappe an.
1962 nahm sie an einem Schweißerlehrgang teil. In der Folge entstanden ihre ersten Metallskulpturen aus Schrott, so als wären Schrottobjekte in der Kunst der sechziger und siebziger Jahre selbstverständlich gewesen. 1964 erhielt sie den Förderpreis des Herbstsalons München.
1965 gründete sie zusammen mit Walter Raum (1923–2009), Dieter Stöver (1924–1988) und Hans Joachim Strauch die Gruppe K in München. 1966 erhielt sie die Medaille de Bronze de la Ville de Paris.
1968/69 wandte sie sich endgültig von der Malerei ab. Es entstanden erste Objekte der Gruppe „K“ im Haus der Kunst (optisch-akustische Collage für Klavier und Lautsprecher) und zusammen mit ihrem Mann entwickelte sie ab 1971 Vibrationsobjekte.
Ab 1972 entstanden „sprechende Kästen“ zu den Themen „Einsamkeit“, „Erste Liebe“, „Krieg“. All diese Objekte erforderten viel technische Tüftelei. Führer-Wolkenstein, der unter anderem ein Schutzkontakt-Prüfgerät erfunden hatte, war der ideale Partner für eine künstlerische Zusammenarbeit. Er war bedächtig, bedachtsam und intensiv, während sie sehr spontan war und aggressive, zupackende Entschlussbereitschaft zeigte. Beide ergänzten sich in ihrem Temperament. Am 25. November 1976 starb Führer-Wolkenstein und Hünerfauth errichtete für ihn auf dem Friedhof in Pullach ein aus Schrottteilen zusammengeschweißtes Grabmonument (Schrott-Grab).
Da das technische Raffinement ihres Mannes sich als unersetzbar erwies, spezialisierte sich Hünerfauth in den 80er und 90er Jahren auf sogenannte „Künstlergebetbücher“, die sie aus Mikroelektronik-Schrott zusammenstellte. Die Verwendung dieser Materialien war ebenso wie auch die Konstruktion der sog. „sprechenden Kästen“ einzigartig und unterschied sie von anderen Objektkünstlern dieser Zeit.
1990 erhielt Hünerfauth den Schwabinger Kunstpreis in München. Am 12. November 1998 starb sie in Kreuth (Tegernsee).

## Werk
Hünerfauth begann ihre künstlerische Entwicklung mit gegenständlicher Malerei. Schon in ihren frühen Werken zeigte sie viel Originalität, kühne, unerwartete Perspektiven und ungewöhnliche Farbgebung. Der Kunstkritiker Franz Roh urteilte, dass sie sich stilistisch nicht einseitig für einen malerischen Tachismus noch für einen graphisch linearen Konstruktivismus entschieden habe, sondern zwischen den Lagern stand. Ihr Malstil sei eine „höchst individuelle Kreuzung von Ruhe und Bewegung im Bild“. Sie war bestrebt, das Konventionelle zu transzendieren, indem sie mit ungewöhnlichem Werkzeug experimentierte. Bei einer Serie von Kaltnadelradierungen arbeitete sie etwa mit einem Zahnarztbohrer.
Über ihren Lehrer Conrad Westpfahl, einen wichtigen Vertreter der informellen Kunst, kam sie zur abstrakten Malerei. Sie erweiterte ihre Mischtechnik mit Collagen und Applikationen aus verschiedenen Materialien. Dann begann sie zu basteln und zu bauen und arbeitete fortan ausschließlich im dreidimensionalen Raum. Mit den in der Folge entstandenen Objekten (Schrott-Skulpturen, Assemblagen etc.) verbindet sich ihr Werk auch mit den Nouveaux Realistes. Zu dieser Künstlergruppe zählen u. a. Niki de Saint Phalle, Jean Tinguely, Arman und auch Daniel Spoerri.
Hünerfauth betitelte ihre Kunst zeitlebens mit der Wortkreation IRMAnipulations.
Dieser Begriff wurde 1983 anlässlich einer Ausstellung im Londoner Goethe-Institut geprägt und von der Künstlerin als eine Art Markenzeichen beibehalten. Eine der wichtigsten Ausstellungen des Gesamtwerkes fand vom 3. August bis zum 2. September 1990 in der Rathaushalle München statt, mit dem Titel „Irma Hünerfauth – IRMAnipulations“.

### Malerei

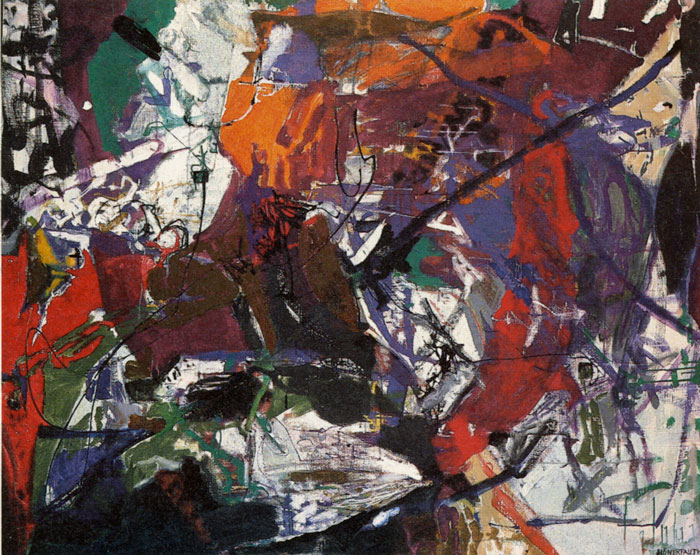
Ohne Titel, 1964. Gemälde

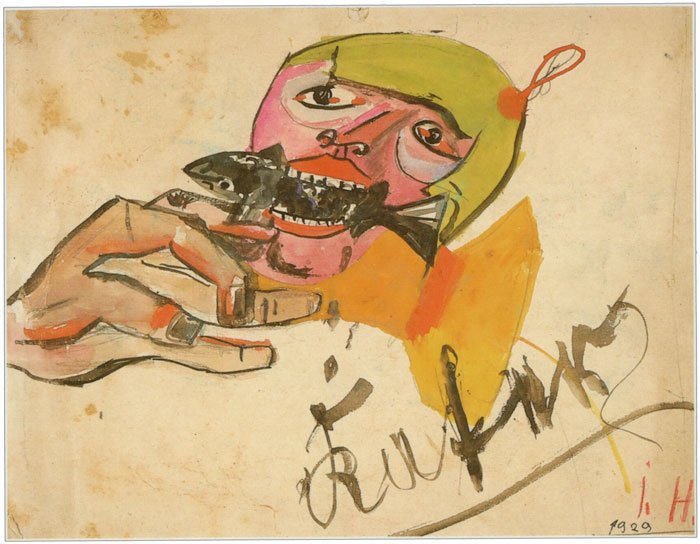
Kater, 1929. Aquarell

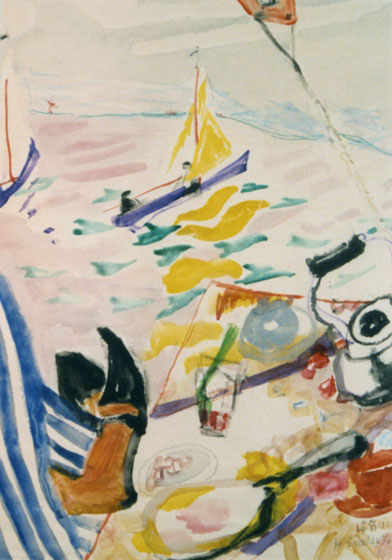
Am Strand, 1957. Aquarell

In dem vielschichtigen Œuvre der Künstlerin nimmt auch ihr malerisches Werk einen bedeutenden Stellenwert ein. Die künstlerische Entwicklung von Irma Hünerfauth beginnt in der Malerei. Das Handwerk erlernte sie mit einer soliden Ausbildung unter den Professoren Jank und Hess an der Akademie der Bildenden Künste in München. Hünerfauth malte zunächst gegenständlich, sowohl Landschaften (z. B. Isartalbahnhof, 1938) als auch Porträts, meist aus dem familiären Umfeld (z. B. Familie Hünerfauth, 1946) und hätte sie diesen Weg weiter verfolgt, wäre sie wohl eine gute Malerin mit spätimpressionistischen Schriftzug geworden. Doch bereits die Arbeiten ihres Frühwerkes lassen im Malstil eine eigene Handschrift erkennen. Bisweilen findet man auch expressionistische Elemente, wie z. B. die wild bewegten Landschaftsformationen im Gemälde „Pupplinger Au“ (1950) oder „Mutter und Sohn“ (1952), die seelische Bewegung und Tiefe erahnen lassen, ähnlich wie z. B. im berühmten Gemälde „der Schrei“ von Edvard Munch (1892). Ab 1954 begann sie unter dem Einfluss von Conrad Westpfahl abstrakt zu malen. Eines ihrer letzten gegenständlichen Bilder „Winter im Gries“ (1958) verzichtet bereits völlig auf Perspektive und stilisiert die Gebäude zu abstrakten Flächen. Jetzt wollte sie das Dekorative gänzlich abstreifen. Das folgende malerische Werk der Künstlerin darf sowohl als konsequent als auch als radikal bezeichnet werden. Sie probierte alle für sie wesentlichen zeitgenössischen Tendenzen aus. Sie „sucht den erfinderischen Impuls in ein Gleichgewicht überzuführen, das meditativen Charakter hat. Die Härte der Setzung und die Sanftheit des Gesamten gewinnen die Spielkraft eines Dialoges. Der Dialog bewegt und facettiert die Fläche, die von einer Art Traum durchwandert erscheint“. Dann wieder lebte sie mit einem chaotischen Durcheinander von Pinselstrichen und überwallendem Farbenrausch Seelisches auf der Leinwand aus, so z. B. in der Mischtechnik „Ohne Titel“ (1963). Bisweilen erinnern diese meist großformatigen Arbeiten an die Pioniere des Action Painting, wie Jackson Pollock (1912–1956), Joan Mitchell (1925–1992), Grace Hartigan (1922–2008) oder Helen Frankenthaler (1928–2011). Anfangs noch spielerisch wie in dem Gemälde „16.1.1963“ (1963), dann experimentell so z. B. in dem Gemälde „Die rote Schmach“ (1966), indem sie Metalldrähte collageartig durch die Leinwand fixierte. Ihre abstrakte Malerei vereint seelische Expressivität mit graphischem Rigorismus. Dann, Ende der sechziger Jahre, wandte sich die Künstlerin für viele unverständlich und völlig unerwartet von der Malerei ab und hinterließ somit nur ein relativ kleines malerisches Œuvre (Wilhelm Schäfer verzeichnet im Nachlass lediglich noch 45 Gemälde).

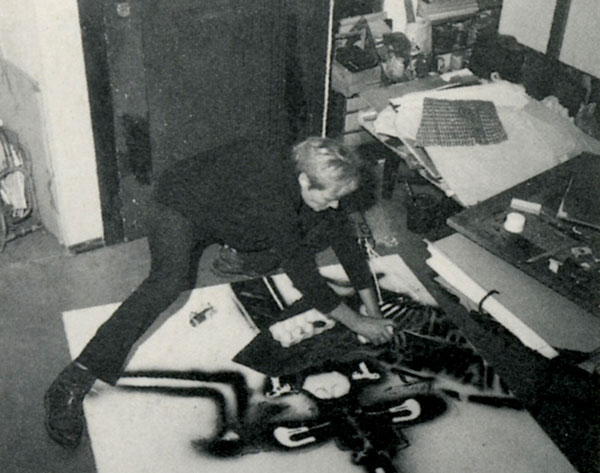
Die Künstlerin während der Arbeit an dem Gemälde „Der Mongole geht über die Straße“, 1974

1969 malte sie das „letzte Bild“ (1969/1989). Es zeigt eine gemalte gelochte Metallplatte, auf der sich wie mit elektronischer Kraft getriebene und emotionale Impulse austoben. In der rechten Ecke entdeckt man einen collageartig angebrachten Abflussstopfen mit Kette, ein Fundstück, das ebenso unwirklich, wie das irgendwo zwischen Weltall und Erde erscheinende Motiv, die gesamte utopische spielerisch-futuristische Darstellung profan ironisiert. Sie verwirklicht sich spielerisch, eigenwillig, manchmal kurios, aber auch visionär auf der Leinwand.
Dennoch ist ihr die Fläche, selbst die einer großen Leinwand, als Spielfeld wohl zu klein geworden. Es entstanden bereits die ersten plastischen Arbeiten und sie wollte sich wohl auf eine Ausdrucksform konzentrieren, letztlich ist es die Arbeit im dreidimensionalen Raum. Möglicherweise suchte sie auch nach einem Weg, der Isolation des Malens zu entkommen und mit plastischer Kunst einen direkteren Kontakt zum Publikum zu finden. Andererseits war die Abwendung von der Malerei auch für andere Künstler symptomatisch für das Ende der sechziger Jahre und Hünerfauth wollte experimentieren, so wie Künstler ihresgleichen das zu dieser Zeit taten.
In Skizzen zu ihren plastischen Arbeiten und auch später kehrte sie partiell zur gegenständlichen Malerei zurück, so z. B. im Bild „Mutter auf dem Weg zur Urmutter“ (1981).

### Graphik
Die Entwicklung ihrer graphischen Arbeit erfolgte parallel zu ihrem malerischen Werk und wurde letztlich auch experimentell. Hünerfauth fertigte im Frühwerk gegenständliche Zeichnungen und bildhaft ausgeführte Aquarelle im Stil der akademischen Tradition an. Doch auch hier besitzen die skizzenhaft ausgeführten Arbeiten schon mitunter eine expressive Verve. Die ab 1958 entstandenen druckgraphischen Arbeiten sind davon bereits losgelöst und auch nicht mehr gegenständlich. Platten zu Kaltnadelradierungen bearbeitete sie beispielsweise mit einem Zahnarztbohrer. Es entstanden Linolschnitte, Lithographien und Radierungen, diese Blätter sind von ihr meist in nur sehr kleinen Auflagen gedruckt worden, die Prägedrucke fertigte sie nur als Unikate. Hervorzuheben sind diese applizierten Prägedrucke, auch Schrott-Prägedrucke, an welchen sie Metall oder Stoffteile fixierte, sowie ihre Picasso-Variationen. Es sind von der Künstlerin übermalte Plakate bzw. Picasso-Reproduktionen. Diese entstanden inspiriert durch die Aktion „Picasso Anmalen“ der Engelhorn Stiftung, Grünwald/München und als ironische Antwort, da der Galerist Peter Lufft ihre Intensionen oft mit denen von Picasso gleichsetzte.

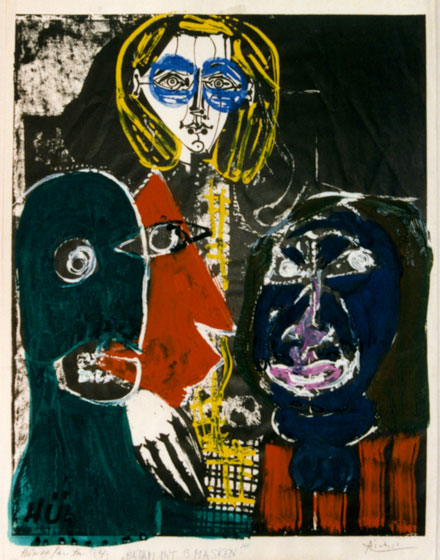
Madam mit 3 Masken, 1973. Mischtechnik

Auch der bereits erwähnte Roh-Zyklus verdient als eine Hommage, die Freundschaft, Nähe, Tod und somit tiefe persönliche Emotionen beinhaltet, besonders hervorgehoben zu werden.

## Arbeiten

### Eigenhändige Ausstellungskataloge/Künstlertagebücher
Die Künstlerin begann ab 1978 eigenhändig Ausstellungskataloge zu gestalten, eine Werkschau in der Art eines Künstlertagebuches, mit collageartigen Einklebungen von Ausschnitten aus Ausstellungsprosekten, Presseberichten u. a., jeweils ca. 50 Blatt / Seiten (Format ca. 20 × 23 cm), welche sie mit zwei stabilen Messingschrauben fixierte. Die genaue Auflage ist nicht bekannt. Diese Künstlertagebücher sind den sog. Fluxusbüchern verwandt und somit auch als eigenständige Werke anzusehen.

### Sprechende Kästen und Objekte

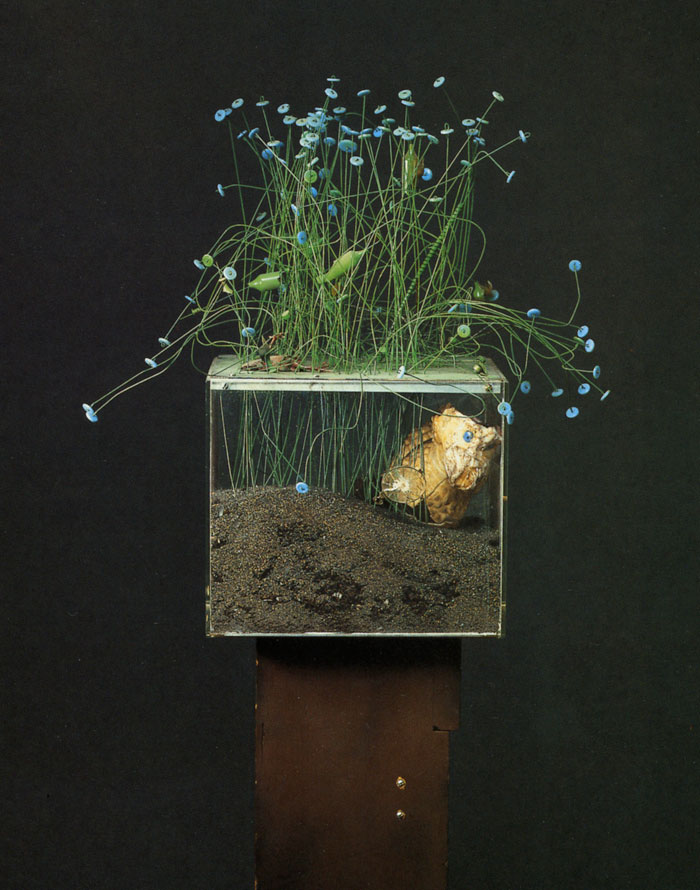
Krieg - auch Tiere leiden, um 1986. Sprechender Kasten

Die ersten sogenannten gläsernen „sprechenden Kästen“ entstanden ab 1972, diese sind in ihrer Art einzigartig und bei anderen Objektkünstlern dieser Zeit nicht zu finden.
In den Kästen befinden sich unterschiedliche Gegenstände, Technikschrott, die motorisch bewegt, oder akustisch per Tonband auf Knopfdruck kommentiert werden.
Die Künstlerin entwickelte für diese Objekte eigene Gebrauchsanweisungen:
„Das Spiel beginnt. Greifen Sie in den Schallschirm und ziehen Sie die Kugel mehrmals nach unten. Gleichzeitig beobachten Sie, wie die Dinge im Kasten leise schwanken, gemäß ihrer Eigenschwingung, sobald ein Windstoß die Natur leise bewegt. Atmen Sie tief, spielen Sie weiter mit dem Kügelchen, horchen Sie, knüpfen Sie an mit Ihren Gedanken, nehmen Sie sich die Freiheit zu träumen, vergessen Sie Ihr Alltagsleben. Lösen Sie sich von der ‚Richtigkeit‘ der Gesellschaft, lösen Sie sich von der ‚Richtigkeit‘ der Kritik, lösen Sie sich von der ‚Richtigkeit‘ der Wissenschaft. Es sind überbewertete Richtigkeiten. Atmen Sie tief, spielen Sie sich frei, seien Sie einfach Sie selbst.“
Mit diesen Objekten schildert Irma Hünerfauth gesamtmenschliche, weltanschauliche Gedanken und Begebenheiten: das Elend des Krieges und der Erscheinungen, die ihn begleiten, die Einsamkeit, welche die Massenwohnsilos und Baublöcke unserer Satellitenstädte hervorbringen („aus zahllosen Fenstern stieren Augen ins Leere“). Sie zeigt den Tod des Andermann und die blaue Pistole aus Kinderhand. Ja, sie zeigt den ganzen Reigen unseres Lebens: zitterndes Gras und erste Liebe, Demonstrationen (Der Occammensch) und Naturidylle, Philosophie und Komik (Glasknopfbäumchen)
Ein prägnantes Beispiel für diese sprechenden Kästen ist der 1973 hergestellte Kasten „Blaue Pistole.“ Er ist mit Industrieschrott gefüllt. Von dessen Endlostonband hört man die Stimme der Künstlerin, die einen Text von Meta Kristall vorträgt: „Blaue Pistole voll Lust benutzt von Knabenhand, jetzt vergammelt als Schrott in der Landschaft, ein Falter wiegt sich darauf. Scharfe Schüsse fallen in den sonntäglichen Frieden, wie Pralinen in die Mäuler der Wohlstandsgesellschaft, Manöver-Übung sagt ein Mann zukunftsträchtig“.
Ein weiterer 1983 realisierter Kasten besteht aus Plexiglas mit einer collagierten Rückwand. Das Tonband mit der Stimme von Irma Hünerfauth mahnt mit Musik und Text von Meta Kristall: „Krieg! Deine Stimme ist der Tod des Andermann, Mann schieß Du auf Andermann … Andermann schieß ...“ Schüsse fallen, Meta Kristall schreit auf: „tot! tot! Laßt das Morden sein! Sprich Du mit Andermann … Andermann spricht mit Dir …“
Besondere Beachtung verdienen in dieser Rubrik aber auch das Pop Art verwandte, auf Vorder- und Rückseite gestaltete und knallbunt bemalte sprechende Objekt „Emanze“ (1990) sowie „Krieg – auch Tiere leiden“ (1986) und die räumliche Installation „Rockers Tod“ (1989).

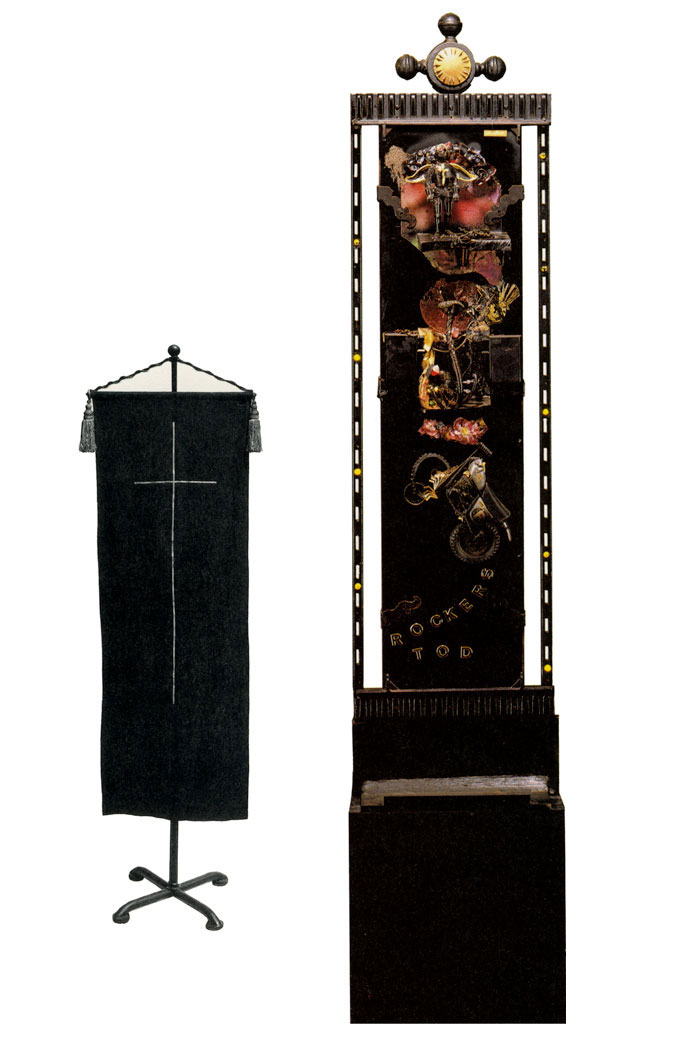
Rockers Tod, 1989. Sprechendes Objekt / Installation

Der Maler und Galerist Peter Luft (1911–1997) sieht viele Gemeinsamkeiten von Hünerfauths künstlerischen Gestaltungswillen mit dem Picassos. Ihre Kunst ähnelt der Picassos in ihrem Geist, ihrem Witz, ihrer Ironie, ihrer Einfachheit ihrer Überzeugungskraft und ihrer Sprunghaftigkeit. Lufft ist aber der Meinung, dass die Künstlerin gerade mit der Komplexität ihrer sprechenden Kästen Picassos Stilmittel transzendiert:
„Der Kreis ihrer Gestaltung ist zuweilen, so empfinde ich es, jenem von Picasso verwandt. Gewiss, die Form ist verschieden; und auch die Mittel. Während Picasso doch in der überwiegenden Mehrzahl seiner Werke Maler und Zeichner, also Gestalter in der Fläche bleibt, ist Irma Hünerfauth aus der Zweidimensionalität herausgetreten, um nie in diese zurückzukehren. Sie arbeitet dreidimensional, im Raum, plastisch, treibt, von der Graphik ausgehend, Frottagen, von der Plastik ausgehend, Ferromontagen, liebt wie Picasso Ready mades, wie Picasso Combine painting, wie Picasso Materialbilder, aber darüber hinaus liebt sie und praktiziert sie: Contre-Reliefs, Maschinenkunst, Objet trouvé und vor allem Bruitismus, das heißt die mixed-mediale Synthese von Ton, Literatur, Kinetik und gleichsam theatralischer Inszenierung. Mit derartigen Präsentationen lässt sie auch Picasso weit hinter sich zurück.“

### Kinetische Vibrationsobjekte
Ab 1970 entwickelte sie sogenannte Vibrationsobjekte. Es handelt sich hierbei um Drähte, Knöpfe, Patronen; Elektroschaltteile und andere Fundstücke, die auf Knopfdruck Sphärenmusik anstimmen. Durch diese Interaktive Dynamik werde dem Kunstfreund der Zugang zu ihrem poetischen Konzept erleichtert. Trotzdem ist ihr klar: „daß meine Arbeit einer Massengesellschaft schwer zugänglich sein wird.“ Erst der Eingeweihte erahnt, dass das Vibrationsobjekt den Weg der Kunst von der göttlichen Ästhetik des Schönen zur Widerspiegelung einer zerfallenden, disparaten gottlosen Welt nachvollzieht. „Bei diesen Vibrationsobjekten soll das ‚Feine, Kostbare, wie bei einem Juwelier‘ -das sind ihre Worte- ins Wanken kommen. Der Betrachter wird konfrontiert, wie eine Komposition auseinanderfällt. Er soll durch Antippen selbst die feinen Kompositionselemente zum Zittern und Klirren bringen, er soll das ‚Unbehagen der Zerstörung des Schönen als Bewußtmachung erleben.‘“

### Ferromontagen, Metall-Collagen/Assemblagen

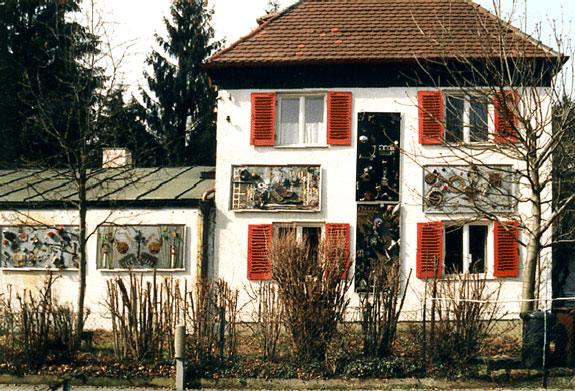
Haus der Künstlerin mit Metall-Collagen (Assemblagen) an der Außenfassade

Enorme Originalität zeigte Hünerfauth mit ihren Ferromontagen, mit denen sie in die überwiegend männliche Domäne der Schrottplastik einbrach. Dies sind aus Wohlstandsmüll und -schrott montierte Plastiken, aus chromvernickelten Automobilteilen, Stoßstangen, Kühlerhauben, Stahlrippen, Stahllamellen, Großgewinden, Rohren, Kugellagern und dergleichen. Es sind hochglänzende Gebilde, mannshohe Figuren und Gestaltungen, die sie mit Hilfe ihres Mannes zusammenschraubte, bzw. schweißte. Diese Kunstwerke erinnern in ironischer Form an religiöse Kultobjekte. Zunächst – Ende der Sechzigerjahre – sind es noch kleinere Bronzeskulpturen, die sie auf Sockeln oder kleinen Tischen präsentiert. Auch „Readymades“ sind darunter. Dann werden die Figuren immer höher: die „Eisen- bzw. Sonnenblume“ (aus landwirtschaftlichen Maschinenteilen), „Porträt J.W. K.“ auf mannshoher Säule (kanneliert), „Serpentina“, „Porträt Frau Heller“; besonders eindrucksvoll: „Instanz“ (1977), „Schwarzer Falter“ und die Mahnung „Ma(h)nuel“. Dies alles waren freistehende rundplastische Objekte.

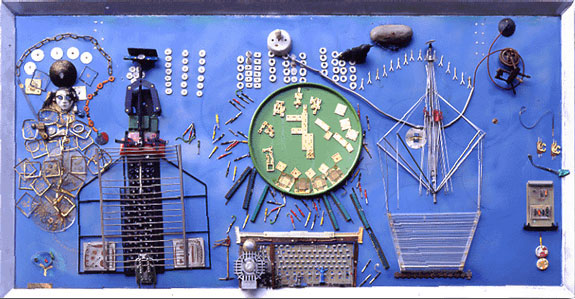
Der giftgrüne Teller auf Blau, um 1995. Metall-Collage (Assemblage)

Die wohl wichtigste dieser Ferromontagen trägt den aus der Presse übernommenen Titel „Occam-Mensch“ und kann als ihr Hauptwerk bezeichnet werden. Die zwei Meter hohe Plastik mit Gasmaske, geöffneten Lungenflügeln und vielen symbolischen Abgasrohren entstand 1971 aus unveränderten Maschinenteilen und wurde von der Künstlerin in demselben Jahr erstmals in der Occamstraße in München/Schwabing öffentlich ausgestellt. Sie wurde seinerzeit in den Zeitungen als „Occammensch“ abgebildet und mitunter verhöhnt, 1990 erneut am Gasteig in München/Haidhausen öffentlich gezeigt, vom Publikum geliebt und geschätzt sowie als Plakat gedruckt. Dieses Objekt mahnt zum Klimaschutz und macht mit dem Wortspiel „STATT LUFT - STADTLUFT“ auf die Umweltverschmutzung, bzw. Kohlendioxid-Belastung in Großstädten aufmerksam. Ein künstlerisch einzigartiges, mahnendes und gesellschaftskritisch ironisches Kunstwerk. Das als „unverkäuflich“ bezeichnete Werk begleitete die Künstlerin über Jahrzehnte und wurde von ihr mehrfach überarbeitet.
Es entstanden aber auch reliefartig, mehr zweidimensional ausgeführte Arbeiten. Es handelt sich hierbei um ein mal zwei Meter große Metallplatten, welche sie mit Schrott und Fundstücken ausgestaltete, sogenannte Metall-Collagen (Assemblagen). Die Künstlerin brachte einige dieser Metall-Collagen (Assemblagen) zeitweise an der Außenfassade ihres Wohnhauses an, um die Objekte der Witterung bzw. natürlichen Korrosion auszusetzen. Das verwendete Material bezeichnete die Künstlerin als „zu schöner Schrott“.
Beachtenswert sind auch ihre Götzen und „Götzinnen“, besonders jene „Götzin mit Klingelbusen“, ein metallisch montiertes weibliches Brustbild, bei dem die Brustwarzen durch eindrückbare metallene Klingelknöpfe gebildet sind. Am Sockel ist ein Vers von Johann Wolfgang von Goethe angebracht: „Der Mädchenbusen in der Hand, Die Haustürglocke an der Wand, Sind manniglich verwandt. Denn alle beide zeigen an, Dass drunten, draußen jemand steht, Der inniglich um Einlass fleht.“

### Künstlergebetbücher aus Mikroelektronik-Schrott
Nach dem Tode ihres Mannes beschränkte sie sich auf kleinere, einfacher zu gestaltende Objekte. Sie fertigte „Künstlergebetbücher“ oder auf Englisch „The Artist’s Prayer Books“ wie sie sie nennt an, die nun ihre ganze phantasievolle Tätigkeit in Anspruch nahmen. Nach Art einer Goldschmiedekünstlerin wird das Feine, Preziöse festgelegt und in leporello-artigen Tafeln und leporello-haltigen Holzalben zu Kostbarkeiten, Schrottkostbarkeiten, verarbeitet. Sie verarbeitete hier-zu Mikroelektronik -Schrott, Abfall von Computer-Hardware, Elektroleiter, feine Schalttafeln. Es sind kleine Metall-Collagen (Assemblagen). Im Vergleich zu anderen Künstlern wie z. B. Miguel Berrocal, Lee Bontecou, Pol Bury, Yves Klein, Norbert Kricke, Louise Nevelson, Robert Rauschenberg, Betye Saar, Kurt Schwitters, Tatlin, Tinguely und Vosswinkel muss man ihre Verwendung dieses Materials als einzigartig ansehen. Sie sind nun wieder Objekte „der Stille“. Schon die kleineren, im wahrsten Sinne des Wortes „handlicheren“ Formate, erlauben nicht nur, sondern erzwingen geradezu eine eingehendere Betrachtung und Auseinandersetzung mit den formalen, zeichnerischen, farbigen und materiellen Mitteln und Möglichkeiten und den Absichten der Künstlerin. Etwas Meditatives zieht ein in ihre Produktion und ihre künstlerische Gestaltung und veranlasst den Betrachter zu einer Verhaltensweise, welche sie sich schon bei der Betrachtung ihrer ganz frühen ungegenständlichen Zeichnungen und Malereien erwünscht hatte, als sie im Januar des Jahres 1960 ihren Betrachtern sagte: „Steigen Sie in das Bild ein, indem Sie das Bild mit den Augen abtasten, die Linien werden Sie führen. Ich wünsche dem Beschauen daß es ihm im Dialog mit dem Kunstwerk gelingt, aus sich herauszutreten, zu einer neuen Selbstfindung in einer anderen Bewußtseinssphäre.“
Die Bezeichnung „The Artist's Prayer Books“ deutet schon darauf hin, dass es sich auch bei diesen künstlerischen Miniaturen um Arbeiten handelt, die (wie alle Kunst von Irma Hünerfauth) mehrdeutig und provokativ zu verstehen sind. Der Begriff spielt an auf eine Textsorte, die im 19. Jahrhundert besonders für Frauen zur intimen Hinwendung an Gott konzipiert wurde. Die Bücher waren besonders prächtig ausgeführt und sollten in der Öffentlichkeit Frömmigkeit repräsentieren. Die scheinbare Kunstfertigkeit erinnert noch an die ursprüngliche Bedeutung, das Lob Gottes, die Ausführung ist jedoch absolut individuell. Hünerfauth führte hier eine Zwiesprache mit sich selbst und mit den Erwartungen des Publikums. Auch das Material (Schrott) evoziert Nachdenklichkeit. Man stellt sich Fragen wie: ist der Computer der neue Gott, oder das Individuum?
Für denjenigen, der dann noch immer nicht versteht, fügte sie in jedes Künstler-Gebetbuch noch ein Motto ein: „Denke nicht, wundere Dich!“
„Die schöpferische Kraft ist in den Gebetbüchern so groß, dass sie das Material, die Applikation, gleichsam in eine einzige Materie verwandelt, die von der persönlichen Anschauung beseelt ist, die gleichsam dieselbe Struktur besitzt wie etwa ihre mehr reliefartigen ‚Götzen.‘“
Irma Hünerfauth, deren Werke meist direkt in private sowie öffentliche Sammlungen verkauft wurden und die daher zu Lebzeiten im internationalen Kunstgeschehen wie auch im Auktionsmarkt nur selten in Erscheinung getreten ist, reiht sich nicht nur zu den beachtenswerten Künstlern der Nachkriegsmoderne, sondern zählt mit ihrem Frühwerk auch zu den Künstlern der sog. „verschollenen Generation“. Eine aufgrund der historischen Konstellation des frühen 20. Jahrhunderts zu Unrecht in Vergessenheit geratene Generation von Künstlern. Die Wiederentdeckung der Künstlerin ermöglicht nun eine neue Perspektive auf ihr gesamtes künstlerisches Werk.
Vergleichbar arbeitende Künstlerinnen dieser Epoche sind u. a.: Hannelore Baron (1926–1987), Mary Bauermeister (1934–2023), Lynda Benglis (geb. 1941), Lee Bontecou (geb. 1931), Louise Bourgeois (1911–2010), Feliza Bursztyn (1933–1982), Rosemarie Castoro (1939–2015), Barbara Chase-Riboud (geb. 1939), Jay DeFeo (1929–1989), Dorothy Dehner (1901–1994), Claire Falkenstein (1908–1997), Helen Frankenthaler (1928–2011), Gertrud Goldschmidt (1912–1994), Elsa Gramcko (1925–1994), Gertrude Greene (1904–1956), Nancy Grossman (geb. 1940), Grace Hartigan (1922–2008), Eva Hesse (1936–1970), Lee Krasner (1908–1984), Alice Trumbull Mason (1904–1971), Joan Mitchell (1925–1992), Louise Nevelson (1900–1988), Pat Passlof (1928–2011), Beverly Pepper (1922–2020), Betye Saar (geb. 1926), Carolee Schneemann (1939–2019), Janet Sobel (1894–1968), Nancy Spero (1927–2009), Hedda Sterne (1910–2011), Dorothea Tanning (1910–2012).
Seit März 2018 ist die Künstlerin mit zwei großformatigen Gemälden in der permanenten Museumspräsentation der Städtischen Galerie im Lenbachhaus in München vertreten. Die Sammlungspräsentation „I’m a Believer. Pop Art und Gegenwartskunst aus dem Lenbachhaus und der KiCo Stiftung“ zeigt die beiden Gemälde von Irma Hünerfauth in zwei neu eingerichteten Räumen, gemeinsam mit Werken von Günter Fruhtrunk und Rupprecht Geiger, als Ergänzung um wichtige Positionen der Münchner Malerei in den 1950er und 60er Jahre.
Im internationalen Vergleich stand das Werk von Irma Hünerfauth postum mit ihrem sprechenden Kasten „Erste Liebe“ vom 12. April – 28. Juli 2019 in der prominent besetzten Gruppenausstellung: „Straying from the Line“, im Schinkel Pavillon Berlin, welche wichtige Positionen feministischer Kunst der letzten hundert Jahre zeigte. Darunter die Wiederentdeckung der zu Unrecht in Vergessenheit geratenen Künstlerinnen und Pionierinnen wie etwa Lee Lozano, Irma Hünerfauth und Betye Saar.
Vom 4. Juni bis 3. Oktober 2022 war Hünerfauth postum mit zwei Arbeiten, den sprechenden Kasten „Wie Gras sein …“ und dem Vibrationsobjekt „Vereinsamung“, zur 15. Ausgabe der Triennale Kleinplastik Fellbach eingeladen, eine internationale Gruppenausstellung zeitgenössischer Künstlerinnen unter dem Titel „Die Vibration der Dinge“, kuriert von Elke aus dem Moore.
Die erste posthume Einzelausstellung Hünerfauths fand 2023 im Kunstraum Simian in Kopenhagen statt. Unter dem Titel „Speaking Boxes“ versammelte die von Elisa R. Linn und Lennart Wolff kuratierte Ausstellung sprechende Kästen und Vibrationsobjekte, darunter auch „Krieg – auch Tiere leiden“ (um 1986). Im internationalen Kunstmagazin Artforum schreibt Alice Goodwin dazu: „Sie wirken unheimlich vorausschauend in ihrer Vorwegnahme der kybernetischen Systeme, die heute Teil der Struktur unserer Gesellschaft sind.“
Das Mudam Luxembourg – Musée d'Art Moderne Grand-Duc Jean zeigte 2024 von Irma Hünerfauth das Vibrationsobjekt „Augen und Glocke, um 1970“ in der Gruppenausstellung: Radical Software: Women, Art & Computing 1960–1991, neben Arbeiten von führenden Nachkriegskünstlerinnen wie u. a. VALIE EXPORT, Isa Genzken und Rosemarie Trockel. Die Wanderausstellung wurde 2025 auch in der Kunsthalle Wien gezeigt.

## Ausstellungen
- 1946 Kammerspiele, München
- 1947 BBK, München; Gedok, Unesco-Bau, Beirut, Libanon
- 1959 Freude junger Kunst, Kunstverein, München; Palais des Beaux-Arts, Paris, Frankreich; Wanderausstellung 'Moderne Graphik', Frankenthal
- 1959–61 Große Kunstausstellung, Neue Gruppe, Haus der Kunst, München
- 1961 Einzelausstellung: Städtische Galerie im Lenbachhaus, München; Neue Darmstädter Sezession, Darmstadt; Nouvelle école européenne, Hessenhuis, Antwerpen, Belgien; Vier deutsche Künstlerinnen, Royal Scottish Academy, Edinburgh, England; Gedok, Rom, Italien; Fachoberschule, München
- 1962 Staatliche Graphische Sammlung, München; Gedok, Kunst am Bau, Stadtmuseum, München; Einzelausstellung: Galerie Kasper, Lausanne, Schweiz
- 1962/63 Wanderausstellung 'Moderne Graphik', Frankenthal
- 1962–65 Freunde junger Kunst, Kunstverein, München
- 1963 Frauen-Biennale, Paris, Frankreich; Internat. Aquarellausstellung, Städt. Museum, Friedrichshafen
- 1963–69 Herbstsalon, Haus der Kunst, München
- 1964 Musée d’Art Moderne, Paris, Frankreich
- 1965 'Gruppe 7' und 'Gruppe Spur', Akademie der Bildenden Künste, München; Wanderausstellung USA, Karl-Schurz-Gesellschaft 'Gruppe K', Casa, München
- 1966 'Querschnitt', Staatliche Graphische Sammlung, München; Hommage à Franz Roh, Kunstverein, München; Musée d’Art Moderne, Paris, Frankreich
- 1967 'Querschnitt 67', Staatliche Graphische Sammlung, München; Einzelausstellung: Galerie Christa Moering, Wiesbaden; 'Fleckenburger Gespräche', internationale Aspekte der Gegenwartskunst, Hochsauerland
- 1968 'Materialobjekte', Kurfürstliches Gärtnerhaus, Bonn
- 1971 Zeitgenössische französische Deutsche Graphik, Wanderausstellung durch Südamerika, Goethe-Institut, São Paulo, Brasilien; 'Europa 2000', B. H. Corner Gallery, London, England; Herbstsalon 71, Haus der Kunst, München
- 1971/72 Kinetische Kunstobjekte', Römer Pelizaeus-Museum, Hildesheim, danach 1972 Detmold und Hannover
- 1972 Zeichnung und Graphik aus 7 Jahrhunderten, Staatliche Graphische Sammlung, München; 'Prisma 72', Rheinisches Landesmuseum, Bonn
- 1974 Apportin – Hilmar – Hünerfauth, Kunstverein, München; Einzelausstellung: Kurfürstliches Gärtnerhaus, Bonn
- 1975 Einzelausstellung: Goethe-Institut (mit Führer-Wolkenstein), Brüssel, Belgien
- 1977 Einzelausstellung: Galerie Walter Koch (mit Führer-Wolkenstein), München; Einzelausstellung: Galerie Querschnitt (mit Führer-Wolkenstein), Braunschweig; Einzelausstellung: Goethe-Institut (mit Führer-Wolkenstein), Brüssel, Belgien; 'Picasso Anmalen', Engelhorn Stiftung, Grünwald bei München: Wanderausstellung München, Paris, Nancy, Toulouse, Lyon, Lille, Bordeaux, Frankreich
- 1979 Galerie im Ganserhaus, Objekt-Kästen, Wasserburg am Inn
- 1981 Leopold-Hoesch-Museum, Düren
- 1983 'Ökoräume', Forum des Europa-Parlaments, Straßburg, Frankreich; Jahresausstellung, Wasserburg am Inn; Einzelausstellung: 'IRMAnipulations', Goethe-Institut, London, England
- 1984 Einzelausstellung: Kulturzentrum am Gasteig 'Künstlergebetbücher', München; Kulturzentrum Gasteig, München; 'Bayerische Kunst unserer Tage', Künstlerhaus, Wien, Österreich; 'Klangobjekte', Sofia, Bulgarien; 'Kunst und Technik III', BMW-Galerie, München
- 1985 'Kunst und Technik III', BMW-Galerie, Berlin; Tage der neuen Musik', Klangskulpturen: Städtische Galerie, Würzburg; Kulturforum, Bonn; Kunstverein, Heidelberg; Spielboden, Dornbirn; Leopold-Hoesch-Museum, Düren; Karmeliter Kloster, Frankfurt; 'Musik optisch', Spitäle, Würzburg; 'Kunstforum', Olympiadorf, München; Technik und Menschsein', St. Virgil, Salzburg, Österreich; Bildräume', Arbeitskreis 68, Rathaus, Wasserburg am Inn; 'Kunstsalon 85', Haus der Kunst, München und Berlin
- 1986 Bayerische Kunst Unserer Tage', Ernst Museum, Budapest, Ungarn; 'Kunst und Technik', BMW-Galerie, München und Berlin; 'Große Kunstausstellung', Rathaus, Wasserburg am Inn
- 1989 'Umwelt-Mitwelt-Lebenswelt', Kulturzentrum am Gasteig, München
- 1994 Einzelausstellung: Ignaz-Günther-Haus, Stadtmuseum, München
- 1995 Kunstverein Schloss Röderhof, Sachsen-Anhalt
- 1996 Einzelausstellung: Bürgerhaus, Pullach; Einzelausstellung: Museum Kloster 'Unser Lieben Frauen', Magdeburg; 'Große Kunstausstellung', Wasserburg am Inn
- 1998 Ehrengast der 'Großen Kunstausstellung', Wasserburg am Inn
- 2018 Gruppenausstellung in der Städtischen Galerie im Lenbachhaus, München: I'm a Believer. Pop Art und Gegenwartskunst aus dem Lenbachhaus und der KiCo Stiftung[24]
- 2019 Gruppenausstellung: „Straying from the Line“, Schinkel Pavillon, Berlin.
- 2021 Gruppenausstellung: „Fire demands its Fuel“ kuratiert von Elisa R. Linn & Lennart Wolff (KM Temporaer) auf Einladung von Markus Lüttgen & Drei, Mönchengladbach
- 2022 Gruppenausstellung: 15. Ausgabe der Triennale Kleinplastik Fellbach, „Die Vibration der Dinge“, kuratiert von Elke aus dem Moore
- 2023 Einzelausstellung: „Speaking Boxes“, Simian, Kopenhagen, kuratiert von Elisa R. Linn & Lennart Wolff (KM Temporaer)
- 2024 Gruppenausstellung: Mudam Luxembourg – Musée d'Art Moderne Grand-Duc Jean "Radical Software: Women, Art & Computing 1960–1991", kuratiert von Michelle Cotton, assistiert von Sarah Beaumont
- 2025 Gruppenausstellung: Kunsthalle Wien Museumsquartier "Radical Software: Women, Art & Computing 1960–1991", kuratiert von Michelle Cotton, assistiert von Sarah Beaumont